# Kim Fowley
Kim Fowley (Los Angeles, 21 de julho de 1939 – West Hollywood, 15 de janeiro de 2015) foi um produtor musical, empresário, músico e compositor estadunidense. Ele é mais conhecido por ter sido o criador e empresário da banda The Runaways. Depois do fim da banda The Runaways, fez de sucesso duas outras bandas: Kiss e Alice Cooper.
Também fez participações em discografias.
Em 2010, criaram um filme de mesmo nome da banda The Runaways, nos Estados Unidos; The Runaways - Garotas do Rock, no Brasil; Sendo interpretado por Michael Shannon
Em julho de 2015, duas ex-integrantes da banda The Runaways, Jackie Fox e Kari Krome, acusaram Kim Fowley de estupro.

## Vida e Carreira
Kim Fowley era filho do actor Douglas Fowley e da modelo Timara Pace. Especulou-se muito sobre o seu local de nascimento, com vozes a indicar Red Bank, em New Jersey, e outras Manila, nas Filipinas, mas na realidade Kim Fowley nasceu em Los Angeles, na Califórnia, onde foi contemporâneo, no liceu University High School de Santa Mónica, dos cantores Jan Berry, Dean Torrence, Nancy Sinatra e Bruce Johnston e dos actores Ryan O'Neal, James Brolin e Sandra Dee. Após uma hospitalização, em 1957, por poliomielite, tornou-se manager e promotor de uma banda local, The Sleepwalkers, cuja formação incluía o seu antigo colega liceal Bruce Johnston, o baterista Sandy Nelson e, ocasionalmente, Phil Spector. Depois de uma temporada nas forças armadas trabalhou por conta própria, ainda na década de 1950, na indústria do sexo de Los Angeles. Em 1959 começou a trabalhar na indústria musical, simultaneamente para Alan Freed e para Berry Gordy. O seu primeiro disco como produtor foi "Charge" dos The Renegades, um grupo composto por Bruce Johnston, Sandy Nelson, Nik Venet e Richard Podolor. Também foi promotor de discos de Skip & Flip (Clyde ‘Skip’ Battin e Gary Paxton), incluindo “Cherry Pie”, um hit que chegou ao 11º lugar da tabela de vendas.
No início da década de 1960 Kim Fowley esteve envolvido, como co-produtor ou co-editor, numa série de discos de sucesso produzidos em Los Angeles. Com Gary Paxton gravou a canção “Alley Oop”, creditada ao grupo inexistente The Hollywood Argyles, que atingiu o 1º lugar da tabela de vendas em 1960. Em 1961 co-produziu o instrumental "Like, Long Hair", com arranjos de Gary Paxton, para Paul Revere and the Raiders, que se tornou num hit ao atingir o 38º lugar da tabela de vendas. Também escreveu “Nut Rocker” para B. Bumble and the Stingers, que atingiu o 1º lugar das tabelas britânicas em 1962; e descobriu “Papa-Oom-Mow-Mow”, que se tornou num hit ao subir ao 48º da tabela de vendas com os The Rivingtons. No ano seguinte produziu "Popsicles and Icicles'" para os The Murmaids, que atingiu o 3º lugar da tabela de vendas em 1963 e que foi escrito por um pré-Bread David Gates, então um músico e compositor de estúdio que conheceu Fowley quando este pedia boleia em Los Angeles.
Em meados da década de 1960 Kim Fowley representou e foi consultor do cantor P. J. Proby, tendo-se mudado para Londres, na Inglaterra, por uns tempos. Aí Fowley escreveu a letra para a canção "Portobello Road", lado b do primeiro single de Cat Stevens "I Love My Dog". Produziu também uma banda derivada dos Them e liderada pelos seus dois ex-membros Pat e Jackie McAuley (que no Reino Unido, por imperativos legais, se chamavam 'Other Them', mas que no continente europeu se continuavam a chamar Them, tendo lançado um álbum intitulado “Them Belfast Gypsies” e o single "Let's Freak Out" sob a designação de Freaks of Nature), bem como uma encarnação primitiva dos Slade, conhecida como The N'Betweens. Trabalhou ainda com os Soft Machine, de quem produziu “Love Makes Sweet Music”, o seu primeiro single, e com os Lancasters, um grupo de rock instrumental onde pontificava um imberbe Ritchie Blackmore.
Kim Fowley na década de 1960 também foi artista em nome próprio, tendo editado o seu primeiro álbum, “Love Is Alive and Well”, em 1967. Mas antes, em 1965, escreveu e produziu uma música sobre a experiência psicadélica, "The Trip", que saiu como single. Mais tarde surgiu como apresentador no primeiro álbum dos Mothers of Invention de Frank Zappa, “Freak Out!”. Outros singles de Fowley como artista solo incluem "Animal Man", retirado do seu álbum de 1968 “Outrageous”. Todos os seus discos como artista viraram obras de culto, com constantes reedições e edições piratas.
Em 1969 Kim Fowley produziu o álbum “I'm Back and I'm Proud” de Gene Vincent e co-escreveu o tema-título para o primeiro álbum solo de Warren Zevon, “Wanted Dead or Alive”. Kim Fowley colaborou ainda com o seu amigo Skip Battin num grande número de canções, durante a passagem deste pelos The Byrds como baixista, tendo algumas aparecido no álbum de 1970, “Untitled”, e nos LP de 1971, “Byrdmaniax” e “Farther Along”, com "America's Great National Pastime", deste último, a ser lançada como single.
Em 1973 Kim Fowley produziu as gravações das músicas "At the Hop", "Louie Louie" e "She’s So Fine", dos Flash Cadillac & The Continental Kids, para o filme “American Graffiti”. Também co-escreveu canções para os Kiss, Helen Reddy, Alice Cooper, Leon Russell e Kris Kristofferson. Gravou ainda com Jonathan Richman & The Modern Lovers, tendo essas gravações sido editadas em 1981 como “The Original Modern Lovers”; os temas produzidos por Kim Fowley não foram incluídos na versão original do álbum “The Modern Lovers”, mas alguns foram incluídos nas suas posteriores reedições em CD.
Em 1974 Kim Fowley colocou um anúncio no fanzine local “Who Put the Bomp”, à procura de artistas do sexo feminino. Queria formar um grupo feminino, que ele pudesse produzir e que interpretasse as suas canções, mas ninguém respondeu ao anúncio. Em 1975 conheceu a guitarrista adolescente Joan Jett, que ambicionava formar uma banda só de raparigas. E menos de duas semanas mais tarde cruzou-se com a baterista Sandy West, de 15 anos de idade, no exterior do Rainbow Bar and Grill em Hollywood, na Califórnia, que lhe contou da sua vontade em formar uma banda feminina depois de ter tocado em vários grupos só com rapazes. Este encontro levou Kim Fowley a dar a West o número de telefone de Joan Jett. As duas conheceram-se e na semana seguinte já estavam a tocar juntas na casa de West. Muito pouco tempo depois Fowley recrutou Lita Ford, Cherie Currie e Jackie Fox - ficaram assim formadas as The Runaways. Apesar de Kim Fowley ter produzido alguns dos seus álbuns e de ter contribuído com letras para músicas, foi a banda a principal responsável pela criação da sua música. O grupo cortou os laços com Fowley em 1977.
Com o apoio do advogado David Chatfield, Kim Fowley gravou o primeiro álbum dos Steel Breeze nos Rusk Studios, em Hollywood, e arranjou-lhes o contrato de gravação com a RCA. Casey Kasem, na edição de 12 de março de 1983 do American Top 40, conta que Fowley descobriu os Steel Breeze quando ouvia as gravações de cerca de 1 200 demos que iam ser destruídas pelo clube noturno de Hollywood “Madam Wongs”. Chatfield e Fowley voaram para Sacramento e assinaram com a banda depois do executivo da Chrysalis Records, Tom Trumbo, ter dito a David Chatfield que andava à procura de uma banda tipo Journey. Chatfield saiu do escritório de Trumbo e foi para casa de Fowley, onde este pôs a tocar a demo dos Steel Breeze "You Don't Want Me Anymore" que ambos sabiam ir ser um sucesso. Foi o primeiro single do álbum homónimo da banda, que rapidamente saltou para o Top 20 na Billboard Hot 100, suportado por um vídeo que foi um dos favoritos nos inícios da MTV, tendo alcançado o 16º lugar. O single seguinte, "Dreamin' Is Easy", também chegou ao Top 40.
Nos anos 1980 Kim Fowley viajou para a Austrália, de onde anunciou que estava "olhando para os novos Beatles ou ABBA". A revelação era a banda de power pop Beathoven, que estava presa a um contrato de gravação com a EMI. Kim Fowley mudou-lhes o nome para The Inocentes, arranjou-lhes um contrato de gravação com a Trafalgar Records e produziu-lhes várias canções, tornando-se também mais tarde os The Innocents uma banda de culto no mercado das reedições e das edições pirata. Kim Fowley produziu ainda as primeiras demos para a icónica banda de power pop Candy, que contava com Gilby Clarke e Kyle Vincent nas suas fileiras, vindo este, mais tarde, a ser assistente pessoal de Fowley.
Em 1984 Kim Fowley ainda detinha direitos sobre o nome The Runaways e decidiu refazer a imagem da banda em torno de Gayle Welch, uma desconhecida adolescente da Nova Zelândia, adicionando-lhe Denise Prior, Missy Bonilla (então datilógrafa de Denny Diante na CBS Records) e Cathy DiAmber (Catherine Dombrowski), bem como David Carr nos teclados, um guitarrista de Chicago, Bill Millay, e inúmeros músicos de estúdio. Fowley, assistido pelo neozelandês Glenn Holland, procurava assim ganhar algum dinheiro capitalizando com a fama das ex-The Runaways que tinham atingido um sucesso significativo nas suas carreiras a solo. Em 1985 retornou aos Estados Unidos e gravou mais músicas com David Minchin dos The Innocents.
Em 1986 Kim Fowley viu a banda Shanghai (composta por Eric Leach e Taz Rudd, dos Symbol Six, Brent Muscat, dos Faster Pussycat, e Patrick Muzingo e Todd Muscat, dos Decry) no "Troubadour". No fim do espectáculo perguntou-lhes: "Vocês estão pronto para gravar?!" Eles imediatamente seguiram Fowley e começaram a escrever e a gravar canções. David Libert, ex-road manager de Alice Cooper e agente de George Clinton e dos Parliament/Funkadelic, foi recrutado para lidar com as tarefas de organização diária. Os Shanghai tocaram na reabertura do "Whisky a Go-Go" em Abril de 1986, com os Guns N' Roses e os Faster Pussycat. O último concerto foi no "The Scream", em Los Angeles, em 1987, com a banda a dissolver-se de seguida devido a muitos e inconfessáveis factores.
Em 2008 Kim Fowley reuniu-se com Cherie Currie na mansão de Houdini em Los Angeles. Currie escreveu um livro de memórias sobre o seu tempo nas The Runaways, que deu origem a um filme, “The Runaways”, estreado em 19 de Março de 2010.
Kim Fowley lançou a primeira parte da sua autobiografia, intitulada "Lord of Garbage", em 2012, publicada pela Kicks Books. "Lord of Garbage" cobre os anos de 1939-1969 e descreve a sua infância e os seus inícios no negócio da música. A segunda parte da autobiografia, a incidir sobre os anos de 1970-1994, tem como título previsto "Planet Pain", tendo sido anunciado que a terceira e última parte da autobiografia apenas será terminada no leito de morte, para ser editada postumamente.
Faleceu no dia 15 de janeiro de 2015, de um cancro na bexiga.

## Discografia
- Love Is Alive and Well. Tower Records. 1967. LP.
- Born to Be Wild. Imperial. 1968. LP.
- Good Clean Fun. Imperial. 1968. LP.
- Outrageous. Imperial. 1968. LP.
- The Day the Earth Stood Still. MNW. 1970. LP.
- I’m Bad. Capitol. 1972. LP.
- International Heroes. Capitol. 1973. LP.
- Automatic. Capitol. 1974. LP.
- Animal God of the Street. Skydog. 1974. LP. (compilação)
- Living in the Streets. Sonet. 1977. LP.
- Sunset Boulevard. Illegal. 1978. LP.
- Visions of the Future. Capitol. 1978. LP. (compilação)
- Snake Document Masquerade. Island. 1979. LP.
- Hollywood Confidential. Island. 1980. LP.
- Vampires from Outer Space. Bomp. 1980. LP.
- Son of Frankenstein. Moxie. 1981. LP.
- Frankenstein and the All-Star Monster Band. Sonet. 1984. LP.
- Bad News from the Underworld. Lolita. 1985. LP. (reedição de "Son of Frankenstein")
- Hotel Insomnia. Marilyn. 1992. LP + CD
- White Negroes in Deutschland. Marilyn. 1993. LP + CD
- Worm Culture. Alive. 1994. CD. (com Rubbertown Freaks)
- Kings of Saturday Night. Sector 2. 1995. CD. (com Ben Vaughn)
- Let the Madness in. Receiver. 1995. CD. (com Lipstick Lesbians)
- Mondo Hollywood – Kim Fowley’s Phantom Jukebox Vol. 1. Rev-Ola. 1995. LP + CD. (compilação)
- Hidden Agenda at the 13th Note. Receiver. 1997. CD. (com BMX Bandits)
- Michigan Babylon. Detroit Electric. 1998. CD.
- The Trip of a Lifetime. Resurgence. 1998. CD.
- Outlaw Superman. Bacchus. 1999. CD + LP. (antologia)
- Underground Animal. Bacchus. 1999. CD + LP. (antologia)
- Sex, Cars and God. Koch. 1999. CD
- The West Is Best. Zip. 2003. CD. (com Sand e Roy Swedeen)
- Fantasy World. Shoeshine. 2003. CD.
- Impossible but True: The Kim Fowley Story. Ace. 2003. CD. (antologia)
- Adventures in Dreamland. Weed. 2004. CD.
- Strange Plantations. Four Cats. 2004. CD. (com Buzzy Beano)
- One Man’s Garbage – Lost Treasures from the Vaults 1959-69 Volume One. Norton. 2009. CD. (antologia)
- Another Man’s Gold – Lost Treasures from the Vaults 1959-69 Volume Two. Norton. 2009. CD. (antologia)
- West Coast Revelation. Global Recording Artists. 2011. CD. (com John York)
- Lipstick Lesbians. Ration L'AMP. 2012. CD.
- 21st Century Youth. Trash-O-Rama. 2012. CD.
- Death City. Trash-O-Rama. 2012. CD.
- King of the Creeps – Lost Treasures from the Vaults 1959-69 Volume Three. Norton. 2012. CD. (antologia)
- Wildfire – The Complete Imperial Recordings 1968-69. Tune In. 2013. CD + LP. (compilação)
- Technicolor Grease - Lost Treasures from the Vaults 1959-69 Volume Four. Norton. 2014. CD + LP. (antologia)
- Detroit Invasion. The End Is Here. 2014. LP.